# Sztuka współczesna

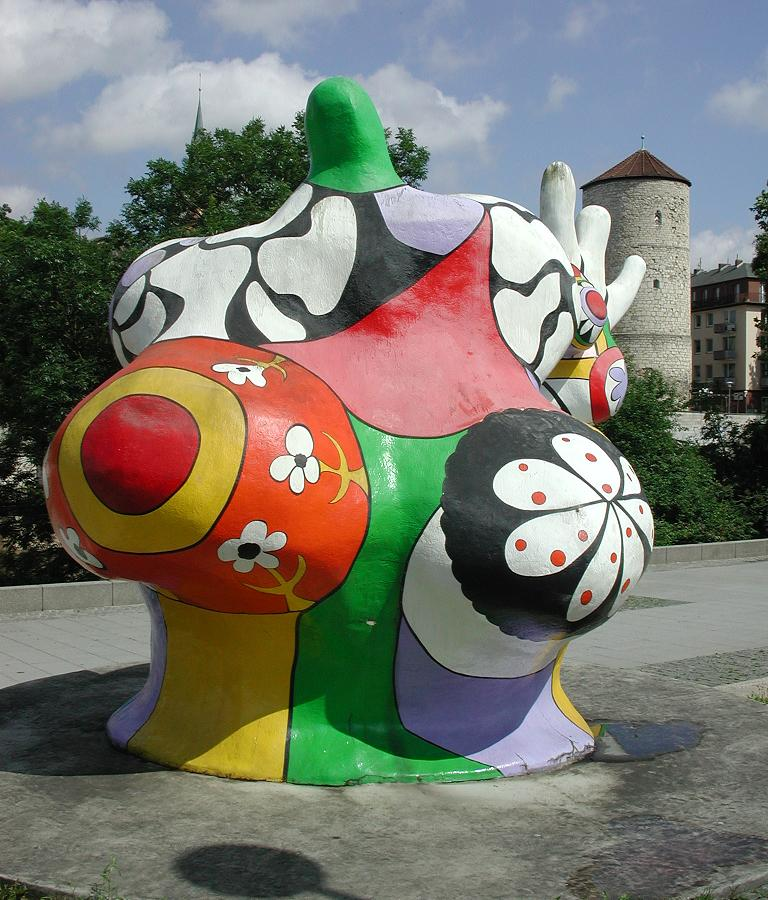
Niki de Saint Phalle

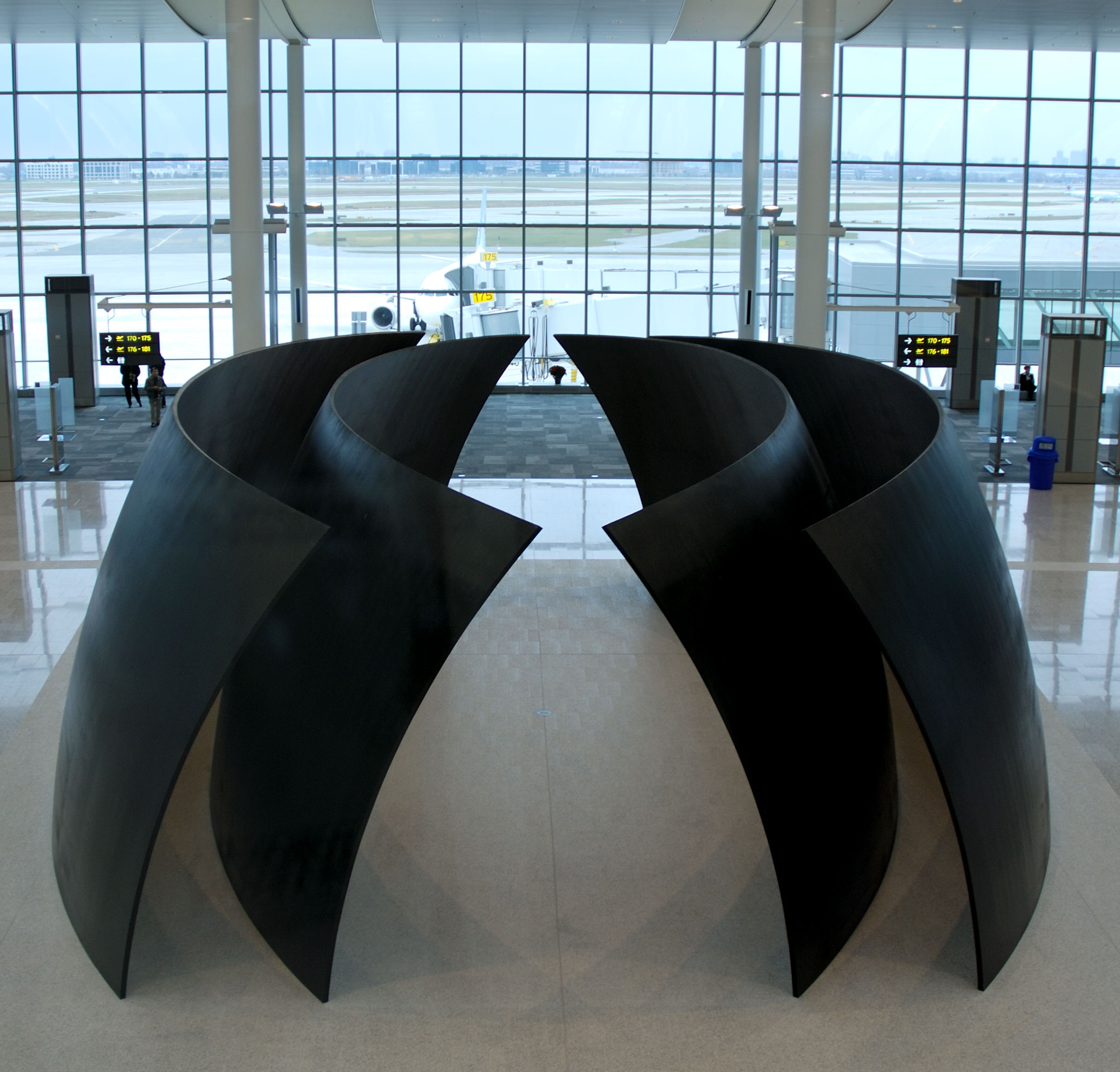
Richard Serra

Banksy

Sztuka współczesna – aktualny okres w dziejach sztuki, którego początek umownie wyznaczono na połowę XX wieku (po II wojnie światowej). Nie podlega on jeszcze ustalonym, czasowym podziałom. Na skomplikowany obraz tej sztuki składają się: ruchy artystyczne, tendencje i manifesty.
Początku sztuki współczesnej upatruje się w działalności dadaistów, czyli w początkach XX wieku.
Od czasu, gdy artysta przestał być rzemieślnikiem w dziedzinie dekoracji i architektury, a stał się interpretatorem świata, twórcą szukającym odpowiedzi na istotne pytania epistemologiczne rozwiązującym własne problemy wewnętrzne – rola sztuki uległa zmianie.
Estetyczne satysfakcje odbiorcy coraz rzadziej motywują twórców. Hasło „sztuka dla sztuki” – chociaż nie było pierwszym przykładem odchodzenia od służebnej roli sztuki – było pierwszym sztandarowym wezwaniem do wyzwolenia sztuki od uzależnień rynkowych.
W obecnej dobie rozwoju cywilizacji nie można zamknąć sztuki współczesnej w jednolitych formułach. Sztuka poprzez dzieła artystów reaguje na ogromny potencjał, możliwości i zagrożenia otaczającego świata. Artyści dla swoich poszukiwań znajdują różne środki wyrazu. Do najwcześniej wprowadzonych nowatorskich rozwiązań – przez pierwszą awangardę – należą abstrakcje, collage, fotomontaż, manifest, obiekt, w czasach drugiej awangardy (neoawangardy) pojawia się także instalacje, happening, fluxus, videoinstalacje, performance. Nie istnieją żadne zauważalne dla współczesnego odbiorcy ograniczenia estetyczne czy techniczne w wypowiedzi artystycznej.

## Galerie sztuki współczesnej w Polsce

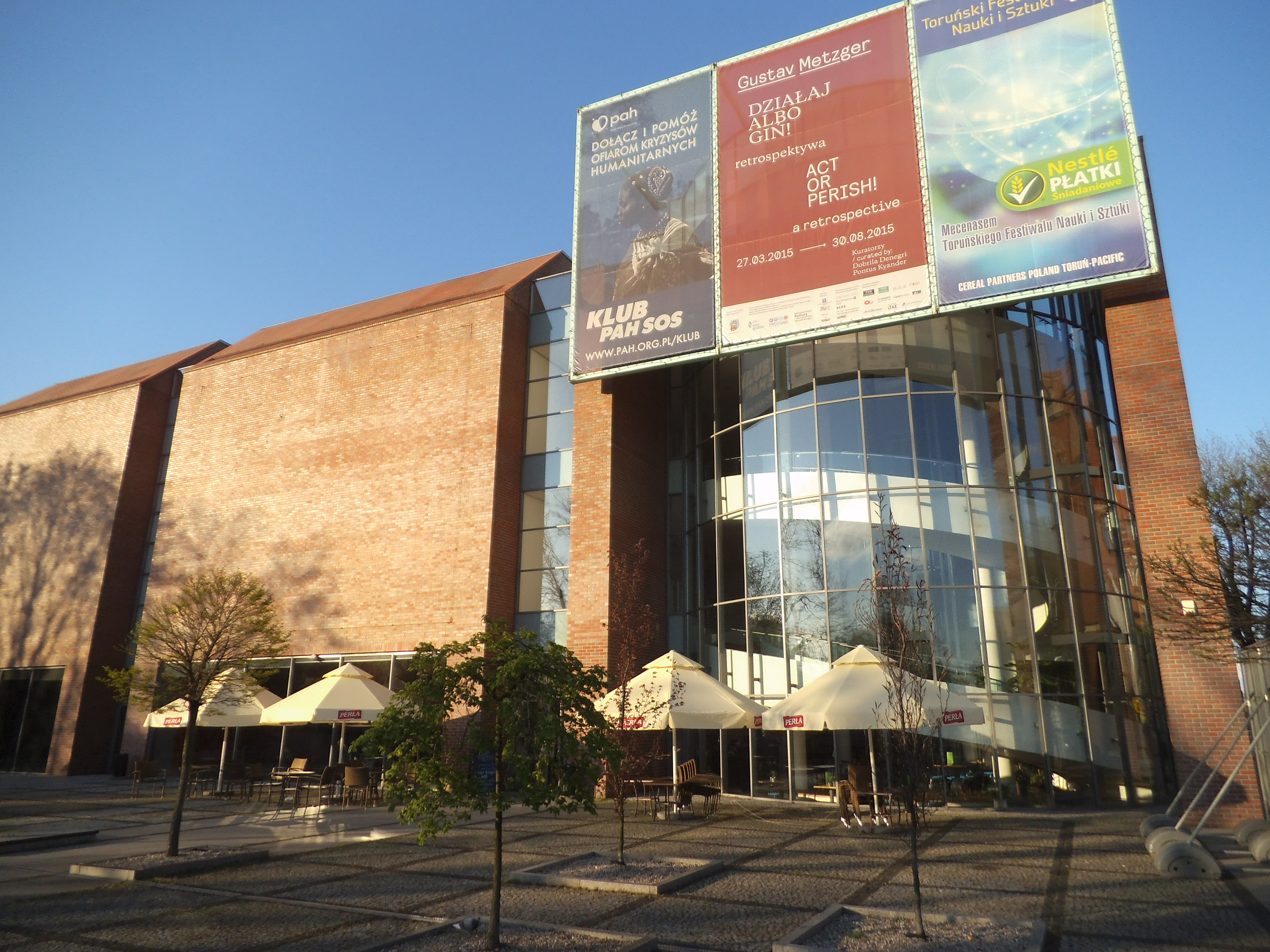
Centrum Sztuki Współczesnej Znaki Czasu w Toruniu

### Centra Sztuki Współczesnej
- Centrum Sztuki Współczesnej Zamek Ujazdowski w Warszawie
- Instytut Sztuki Wyspa w Gdańsku
- Centrum Sztuki Współczesnej Kronika w Bytomiu
- Centrum Sztuki Współczesnej Łaźnia w Gdańsku
- Centrum Sztuki Współczesnej Znaki Czasu w Toruniu
- Centrum Sztuki Współczesnej Solvay w Krakowie
- Mazowieckie Centrum Sztuki Współczesnej „Elektrownia” w Radomiu.
- Muzeum Sztuki Nowoczesnej w Warszawie
- Muzeum Sztuki Współczesnej w Krakowie

### Wybrane galerie niekomercyjne
- Białystok: Galeria Arsenał
- Bielsko-Biała: Galeria Bielska BWA
- Bydgoszcz: Galeria Miejska BWA
- Czeladź: Galeria Sztuki Współczesnej Elektrownia
- Częstochowa: Galeria Konduktorownia
- Jelenia Góra: Biuro Wystaw Artystycznych
- Katowice: Galeria Sztuki Współczesnej BWA, Galeria Rondo Sztuki, galerie Centrum Kultury Katowice: Galeria Sektor I, Galeria Engram, Galeria Piętro Wyżej, Galeria Pusta, Galeria „5”, Galeria Szara
- Koszalin: Galeria Moje Archiwum, Galeria na Plebanii, Galeria Scena
- Kraków: Galeria Krzysztofory, Galeria Potocka, Otwarta Pracownia, Galeria Sztuki Współczesnej „Bunkier Sztuki”, Muzeum Sztuki Współczesnej w Krakowie MOCAK[1]
- Lublin: Galeria Labirynt, Galeria Biała, Centrum Kultury
- Łódź: Galeria Atlas Sztuki, Galeria Manhattan
- Opole: Galeria Sztuki Współczesnej
- Poznań: Galeria AT, Galeria ON, Galeria Art Stations, Galeria Miejska „Arsenał”
- Słupsk: Bałtycka Galeria Sztuki Współczesnej
- Tarnów: Biuro Wystaw Artystycznych w Tarnowie
- Toruń: Galeria Wozownia, CSW Znaki Czasu
- Warszawa: Zachęta Narodowa Galeria Sztuki, Galeria Foksal, Galeria XX1,
- Wrocław: Galeria Entropia, BWA Wrocław, Galeria Awangarda, Galeria Design, Galeria Szkła i Ceramiki, Studio BWA)
- Zielona Góra: Biuro Wystaw Artystycznych

### Wybrane galerie komercyjne
- Gliwice: Galeria Sztuki Współczesnej Esta
- Kraków: Galeria Sztuki Współczesnej Kersten, Galeria Zderzak, Galeria Starmach
- Poznań: Galeria Ego, Galeria Muzalewska, Galeria Piekary
- Warszawa: Fundacja Galerii Foksal, Galeria Raster, Galeria Korekta, Galeria Czarna, lokal 30, Galeria Le Guern, Galeria Leto, Galeria Propaganda (dawniej Appendix2), Galeria Sztuki Katarzyny Napiórkowskiej, Galeria Program, Galeria m2, Galeria RAL9010

### Inne
- Muzeum Sztuki w Łodzi
- Centrum Rzeźby Polskiej w Orońsku
- Muzeum Sztuki Nowoczesnej w Warszawie
- Centrum Sztuki Wro we Wrocławiu
- Muzeum Współczesne Wrocław
- Muzeum Narodowe w Szczecinie - Muzeum Sztuki Współczesnej
- Pawilon Polski w Wenecji

## Czasopisma poświęcone sztuce współczesnej
- ART & Business
- ARTeon (od 1999)
- ARTluk
- artmix
- artPapier (w sieci)
- Czas Kultury
- Czereja (już nie wydawane)
- Exit (od 1990)
- Format (od 1991)
- Fort Sztuki
- gazeta-muzeum.pl
- Kwartalnik Rzeźby Orońsko (od 1990)
- Magazyn Sztuki
- Obieg (od 1987)
- Piktogram (od 2005)
- Pokaz (od 1993)
- Projekt
- Raster (już nie wydawane: druk i sieć)
- Sekcja
- spam.art.pl
- Sztuka i Filozofia (od 1989 roku)
- Szum

## Nagrody i konkursy

### w Polsce
- Nagroda im. Jana Cybisa, ZPAP Warszawa, od 1973 (malarstwo)
- Nagroda im. Witolda Wojtkiewicza, ZPAP Kraków, (malarstwo)
- Nagroda im. Kazimierza Ostrowskiego, ZPAP Gdańsk, od 2002 (malarstwo)
- Bielska Jesień, Galeria Bielska w Bielsku-Białej (malarstwo i konkurs kuratorski)
- Biennale Sztuki Młodych Rybie OKO w BGSW w Słupsku (artyści do 35 roku życia)
- Konkurs im. Eugeniusza Gepperta, ASP i BWA we Wrocławiu (malarstwo)
- Nagroda Krytyki Artystycznej im. Jerzego Stajudy od 1992
- nagroda im. Katarzyny Kobro
- nagroda „ARTeonu”
- Nagroda Sztuki im. Marii Anto i Elsy von Freytag-Loringhoven od 2018

### za granicą
- nagroda Turnera (Wielka Brytania)

## Kierunki
| nazwa                                               | lata rozwoju        | miejsce             | dziedziny                                | przedstawiciele | autor terminu           |
| --------------------------------------------------- | ------------------- | ------------------- | ---------------------------------------- | --- | ----------------------- |
| socrealizm realizm socjalistyczny                   | 1934-połowa lat 80. | ZSRR                | sztuki plastyczne film literatura muzyka | Isaak Brodski Aleksander Kobzdej |                         |
| pop-art                                             | od 1953             | Wielka Brytania USA |                                          | Richard Hamilton Roy Lichtenstein Andy Warhol | Lawrence Alloway (1952) |
| hiperrealizm                                        | od ok. 1965         | USA                 | malarstwo grafika rzeźba                 | Duane Hanson John De Andrea Chuck Close | Isy Brachot (1973)      |
| sztuka ziemi land art                               | od ok. 1965         |                     |                                          | Dennis Oppenheim Richard Long Robert Smithson Jacek Tylicki                                                                                                  |                         |
| nowa figuracja                                      | lata 60.            |                     | malarstwo                                | Jean Dubuffet Francis Bacon Willem de Kooning |                         |
| mail art sztuka poczty                              | lata 60.            |                     |                                          | Ray Johnson On Kawara Andrzej Partum |                         |
| sztuka kinetyczna                                   |                     |                     |                                          | Alexander Calder Jean Tinguely |                         |
| konceptualizm                                       | od ok. 1967         |                     |                                          | Art and Language (Grupa) Robert Barry Joseph Beuys Wolf Vostell Peter Downsbrough Roman Opałka Jarosław Kozłowski Andrzej Szewczyk Dennis Oppenheim Yoko Ono |                         |
| Arte Povera sztuka biedna sztuka świadomego ubóstwa | 1967–1977           | Włochy              |                                          | Michelangelo Pistoletto Giovanni Anselmo Alighiero Boetti | Germano Celant (1967)   |
| environment                                         |                     |                     |                                          | |                         |
| asamblaż                                            |                     |                     |                                          | Robert RauschenbergWładysław Hasior | Jean Dubuffet           |
| sztuka wideo                                        |                     |                     |                                          | Nam June Paik |                         |
| sztuka krytyczna                                    |                     |                     |                                          | |                         |
| współczesna architektura                            |                     |                     |                                          | |                         |
| street art                                          |                     |                     | malarstwo grafika instalacja happening   | Banksy |                         |
| Obrazy i Poezja                                     | lata 2000.          | Włochy              | malarstwo literatura muzyka              | Aeronwy Thomas Lawrence Ferlinghetti Gianpiero Actis Lidia Chiarelli                                                                                         |                         |

### Abstrakcja niegeometryczna
W świecie sztuki panuje dość duże zamieszanie jeśli chodzi o terminy przedstawione w poniższej tabelce. Niektórzy uważają słowa informel i taszyzm za synonimy. Inni wiążą art informel tylko z Francją, podczas gdy taszyzm odnoszą do sztuki Europy i Ameryki jednocześnie. Jeszcze inni czynią wprost odwrotnie. Tak czy inaczej obydwa terminy pochodzą z języka francuskiego i są utożsamiane z tym, co w Stanach Zjednoczonych nazwano abstrakcyjnym ekspresjonizmem. Kierunek ten rozwijał się niezależnie na obu kontynentach. Prawdopodobnie stąd bierze się brak porządku w terminologii.
| nazwa                                              | lata rozwoju | miejsce     | dziedziny | przedstawiciele                               | autor terminu            |
| -------------------------------------------------- | ------------ | ----------- | --------- | --------------------------------------------- | ------------------------ |
| taszyzm malarstwo gestu                            | lata 50.     | Francja     | malarstwo | Jean-Paul Riopelle Hans Hartung               |                          |
| art informel malarstwo gestu                       | lata 50.     | Francja USA | malarstwo |                                               | Michel Tapié             |
| szkoła nowojorska                                  |              |             |           |                                               |                          |
| abstrakcyjny ekspresjonizm                         | 1946         | USA         | malarstwo |                                               | Robert Coates            |
| action art action painting malarstwo gestu         | lata 50.     | USA         | malarstwo | Jackson Pollock Franz Kline Willem de Kooning | Harold Rosenberg (1952)  |
| color field painting malarstwo barwnych płaszczyzn | lata 50.     | USA         | malarstwo | Mark Rothko Barnett Newman Clyfford Still     | Clement Greenberg (1955) |

### Abstrakcja geometryczna
| nazwa                                   | lata rozwoju | miejsce | dziedziny                         | przedstawiciele                       | autor terminu |
| --------------------------------------- | ------------ | ------- | --------------------------------- | ------------------------------------- | ------------- |
| op-art optical-art                      | lata 60.     | USA     | malarstwo grafika sztuka użytkowa | Victor Vasarely                       | 1964          |
| minimal art sztuka minimalna minimalizm | od ok. 1965  | USA     | malarstwo rzeźba                  | Sol le Witt Robert Morris Donald Judd |               |

### „Sztuka żywa”
| nazwa                 | lata rozwoju   | miejsce    | dziedziny             | przedstawiciele                                            | autor terminu          |
| --------------------- | -------------- | ---------- | --------------------- | ---------------------------------------------------------- | ---------------------- |
| happening             | od 1959        | USA        | ---                   | Allan Kaprow                                               | Allan Kaprow (1959)    |
| body art sztuka ciała | koniec lat 60. |            | ---                   | Marina Abramović                                           |                        |
| performance           | lata 70. i 80. |            | ---                   | Marina Abramović Nam June Paik                             |                        |
| Fluxus                | lata 60. i 70. | Niemcy USA | happening performance | John Cage Yoko Ono Joseph Beuys Nam June Paik Wolf Vostell | George Maciunas (1962) |